# Nyctalus montanus
Nyctalus montanus is een zoogdier uit de familie van de gladneuzen (Vespertilionidae). De wetenschappelijke naam van de soort werd voor het eerst geldig gepubliceerd door Barrett-Hamilton in 1906.